# Isselbach
Isselbach település Németországban, Rajna-vidék-Pfalz tartományban. Lakosainak száma 376 fő (2023. december 31.). Isselbach Gackenbach, Horbach, Daubach, Stahlhofen, Montabaur, Heilberscheid, Eppenrod, Hirschberg, Langenscheid és Horhausen községekkel határos.

## Népesség
A település népességének változása:
| Lakosok száma | 338  | 358  | 358  | 351  | 371  | 376  |
|               | 1975 | 2017 | 2019 | 2021 | 2022 | 2023 |